# Margarete Magalhães Souza
Margarete Magalhães Souza (1975) es una botánica y profesora brasileña.
En 1990, se diplomó en historia natural, por la Universidad Santa Úrsula; para obtener la maestría en Biología Vegetal, por la Universidad Estatal del Norte Fluminense, defendió la tesis Estudio de la biología reproductiva del maracuyá amarillo (Passiflora edulis f. flavicarpa Deg.) en 1998; y, el doctorado, en la misma casa de altos estudios, en 2002, con la defensa de la tesis: Estudios genómicos y de reproducción las especies de Passiflora.
Entre julio de 2004 y agosto de 2008, fue profesora Adjunta en la Universidad Estatal de Santa Cruz (UESC) y profesora titular de agosto de 2008 a diciembre de 2012; y, es catedrática (profesora titular) desde enero de 2013. Líder del Grupo de Investigación "Caracterización de Germoplasma y Mejoramiento de Passiflora. Tiene experiencia en el área de Biología y Agronomía, con énfasis en Genética, actuando sobre los siguientes temas: Citogenética, Genética y Biología de la Reproducción y Mejoramiento de passifloras ornamentales.
Posee varios registros de cultivares comerciales de pasifloras.

## Algunas publicaciones
- VEIGA-BARBOSA, L. ; MIRA, S. ; GONZALEZ-BENITO, M. ; SOUZA, M. M. ; MELETTI, L. M. M. ; PEREZ-GARCIA, F. 2013. Seed germination, desiccation tolerance and cryopreservation of Passiflora species. Seed Sci. and Tech. 41: 89-97
- VIANA, A. J. C. ; SOUZA, M. M. 2012. Comparative Cytogenetics Between Species Passiflora edulis and Passiflora cacaoensis. Plant Biol. (Stuttgart) 14: 820-827
- SANTOS, E. A. ; SOUZA, M. M. ; ABREU, P.P. ; CONCEICAO, L. D. H. C. S. ; ARAUJO, I. S. ; VIANA, A. P. ; ALMEIDA, A. F. ; FREITAS, J. C. O. 2012. Confirmation and characterization of interspecific hybrids of Passiflora L. (Passifloraceae) for ornamental use. Euphytica (Wageningen) 184: 389-399
- SANTOS, E. A. ; SOUZA, M. M. ; VIANA, A. P. ; ALMEIDA, A. F. ; ARAUJO, I. S. ; FREITAS, J. C. O. 2012. Development and bloom in hybrids of wild passion fruit cultivated in different types of pots and shading levels. Scientia Agrícola (USP) 69: 126-134
- RODRIGUES, P.S. ; SOUZA, M. M. ; CORREA, R. X. 2012. Karyomorphology of Caesalpinia species (Caesalpinioideae: Fabaceae) from Caatinga and Mata Atlantica biomes of Brazil. J. of Plant Studies 1: 82-91
- BERNACCI, L. C. ; SOUZA, M. M. 2012. Passiflora cacao (Passifloraceae), a new species from Southern Bahia, Brazil. Novon (Saint Louis, Mo.) 22: 1-7
- SOUZA, M. M. ; PEREIRA, T. N. S. ; SUDRE, C. P. ; RODRIGUES, R. 2012. Meiotic irregularities in Capsicum L. species. Crop Breed. and Applied Biotech. 12: 138-144
- Thyane Viana Cruz; Margarete Magalhães Souza; Francisvaldo Amaral Roza; Américo José Carvalho Viana; Gabriela de Oliveira Belo; Josefa Wilma dos Santos Fonseca. 2008. Germinação in vitro de grãos de pólen em Passiflora suberosa L. para sua utilização em hibridação interespecífica. Rev. Bras. Frutic. 30 ( 4): 875-879 (en línea)

### Capítulos de libros
- SOUZA, M. M. ; PEREIRA, T. N. S. 2011. Biologia da reprodução em maracujazeiro amarelo e sua importância para a produção comercial de frutos. En: Mônica de Moura Pires; Abel Rebouças São José; Aline Oliveira da Conceição (orgs.) Maracujá: Avanços Tecnológicos e Sustentabilidade. Ilhéus-BA: EDITUS - Editora da UESC, pp. 175-201
- PEREIRA, N. E. ; SOUZA, M. M. 2005. O Ensino e a Pesquisa com Recursos Genéticos Vegetais na UESC. En: Roberto Lisboa Romão; Semírames R. Ramalho Ramos. (orgs.) RECURSOS GENÉTICOS VEGETAIS NO ESTADO DA BAHIA. Feira de Santana-BA: UEFS, pp. 143-156

### Revisión de periódicos
- 2008 - 2008, Periódico: Acta Botanica Croatica
- 2009 - actual, Periódico: Caryologia (Florencia)
- 2009 - actual, Periódico: Magistra
- 2009 - 2009, Periódico: Acta Botanica Brasílica

## Reconocimientos
- Becaria de posdoctorado en el exterior, del Consejo Nacional de Desarrollo Científico y Tecnológico, CNPq, Brasil[2]

## Membresías
- de la Sociedad Botánica del Brasil[6]
- Plantas do Nordeste[7]